# 弘前警察署
弘前警察署（ひろさきけいさつしょ）は、青森県警察が管轄する警察署の一つである。

## 所在地
- 青森県弘前市大字八幡町3丁目3-2

## 管轄区域
- 弘前市
- 南津軽郡藤崎町
- 中津軽郡西目屋村
- 北津軽郡板柳町

## 沿革
- 1875年（明治8年）4月：第三大区警察出張所として発足
- 1877年（明治10年）2月：第二区警察所出張所（黒石）と合併し、弘前警察署と改称
- 1893年（明治26年）8月：弘前市大字元寺町1番地に独立庁舎を建設。
- 1959年（昭和34年）9月：都市計画により、弘前市大字白銀町13番地に新築移転。
- 1981年（昭和56年）7月：老朽化に伴い、現在地に新築移転。
- 2022年（令和4年）4月1日：夜間・休日を含めた事件・事故などへの対応力強化を図るため、板柳警察署を統合し板柳町を管轄に編入する[1]。統合に伴い、板柳警察署は弘前警察署板柳交番となる[2][3]。

## 組織
- 署長
- 副署長
- 警務課
  - 警務係
  - 広聴・相談係
  - 犯罪被害者支援係
- 留置管理課
  - 留置管理係
- 会計課
  - 会計係
- 生活安全課
  - 生活安全係
  - 少年係
  - 人身安全対策係
  - 保安係
- 地域課
  - 地域係
  - 業務指導係
  - 自動車警ら係
  - 通信指令係
- 刑事第一課
  - 刑事総務係
  - 第一捜査係
  - 第二捜査係
  - 鑑識係
- 刑事第二課
  - 第一捜査係
  - 第二捜査係
  - 第三捜査係
- 交通第一課
  - 交通総務係
  - 指導取締係
  - 安全教育係
  - 事故捜査係
- 交通第二課
  - 規制係
  - 免許係
- 警備課
  - 警備係

## 交番・駐在所
括弧内は所在地を表す。

### 弘前市域
- 城東交番（弘前市大字城東中央5丁目5-1）
- 中央交番（弘前市大字元寺町1-5）
- 弘前駅前交番（弘前市大字駅前17-6）
- 桝形交番（弘前市大字中野1丁目1-1）
- 南交番（弘前市大字泉野2丁目1-4）
- 石川警察官駐在所（弘前市大字石川字石川31-12）
- 岩木警察官駐在所（弘前市大字五代字早稲田508-41）
- 桜ケ丘警察官駐在所（弘前市大字桜ケ丘4丁目1-6）
- 城西警察官駐在所（弘前市大字城西3丁目16-6）
- 裾野警察官駐在所（弘前市大字大森字勝山48-2）
- 相馬警察官駐在所（弘前市大字五所字野沢47-1）
- 高杉警察官駐在所（弘前市大字高杉字阿部野429）
- 新和警察官駐在所（弘前市大字種市字小島67）
- 藤代警察官駐在所（弘前市大字石渡3丁目7-5）
- 船沢警察官駐在所（弘前市大字折笠字法立堂3-1）
- 宮園警察官駐在所（弘前市大字青山2丁目1-4）

### 板柳町域

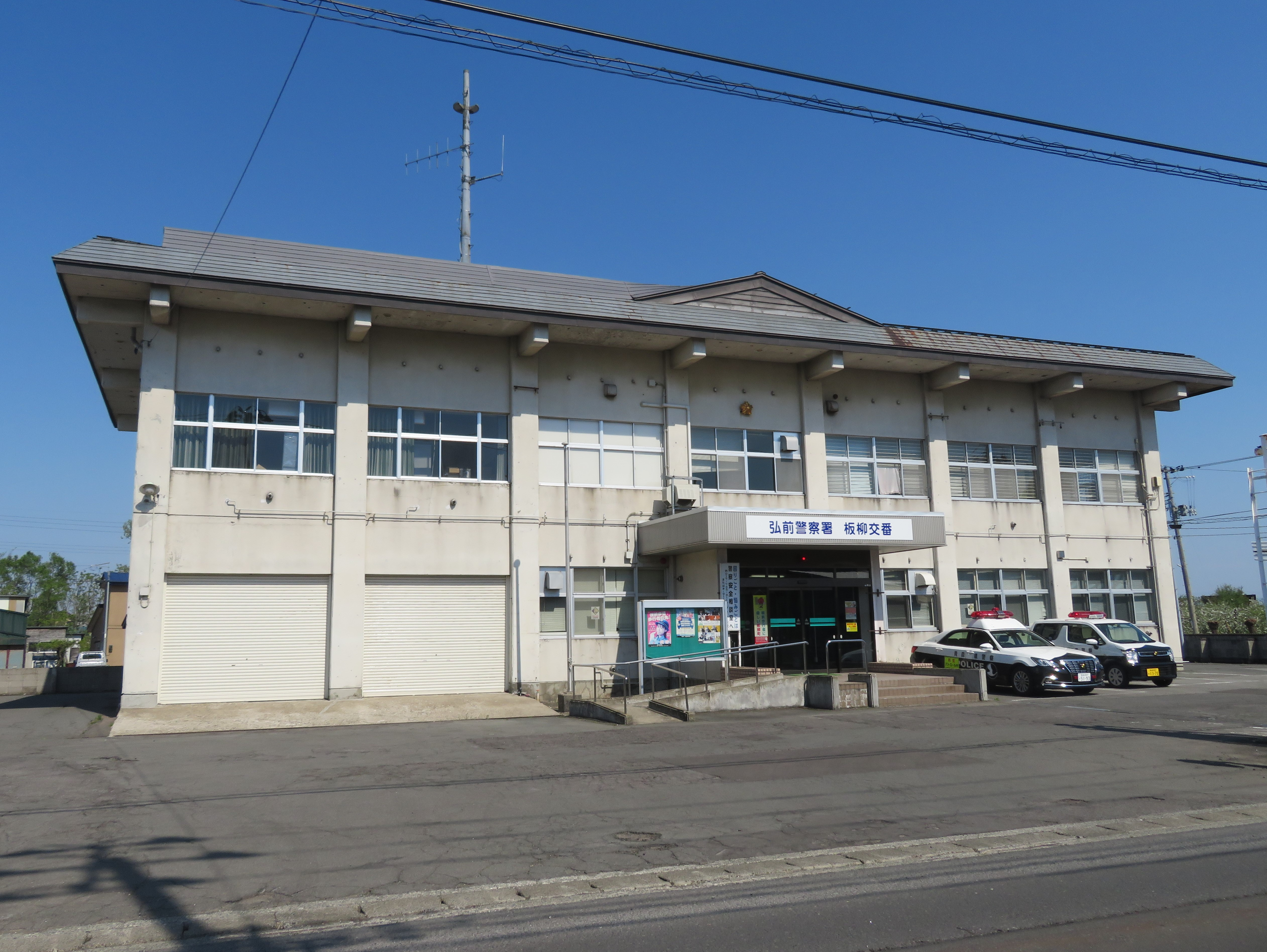
板柳交番（2024年2月4日まで）

- 板柳交番（北津軽郡板柳町大字辻字福岡67-25[4]）
- 沿川警察官駐在所（北津軽郡板柳町大字夕顔関字若松87-3）

### 藤崎町域
- 藤崎警察官駐在所（南津軽郡藤崎町大字西豊田2丁目2-10）
- 常盤警察官駐在所（南津軽郡藤崎町大字常盤字一西田1-20）

### 西目屋村域
- 西目屋警察官駐在所（中津軽郡西目屋村大字田代字神田244-8）

## 管内で発生した主な事件
- 青森県新和村一家7人殺害事件 - 1953年（昭和28年）12月12日、当時の中津軽郡新和村小友（現：弘前市小友）で発生。現在の弘前署の前身に当たる国家地方警察青森県本部弘前地区警察署が捜査を担当した。
- 武富士弘前支店強盗殺人・放火事件 - 2001年（平成13年）5月8日、弘前市田町五丁目で発生。